# Sémélé (Marais)
Pour les articles homonymes, voir Semele.
 (janvier 2025).
Si vous disposez d'ouvrages ou d'articles de référence ou si vous connaissez des sites web de qualité traitant du thème abordé ici, merci de compléter l'article en donnant les références utiles à sa vérifiabilité et en les liant à la section « Notes et références ».
Sémélé est un opéra de Marin Marais sur un livret d' Antoine Houdar de la Motte créé le 9 avril 1709, par l' Opéra de Paris au Théâtre du Palais-Royal . L'opéra est une tragédie lyrique comportant un prologue et cinq actes.

## Historique
Maître violiste et compositeur, Marin Marais devint directeur de l'Opéra de Paris en 1705 et présenta, en plus des œuvres établies de Jean-Baptiste Lully, deux opéras de sa composition au cours de son bref mandat qui prit fin en 1709. Son opéra Alcyone (1706) fut une œuvre scénique à succès et fut repris plusieurs fois au cours du siècle.
Son dernier opéra, Sémélé, présenté à l’Académie royale de musique le 9 avril 1709, n'eut pas le même succès. Sémélé a disparu du répertoire pendant près de 300 ans jusqu'à ce qu'une partition complète et revue par le musicologue Gérard Geay, soit publiée par le Centre de musique baroque de Versailles et ravive l'intérêt pour l'œuvre à laquelle le Concert Spirituel et Hervé Niquet donnent vie sur scène.
Le festival de Beaune en donne une première représentation en version concert, le 1er juillet 2006 avec le Concert Spirituel d'Hervé Niquet et les solistes Blandine Staskiewicz, Emiliano Gonzales-Toro, Hjördis Thébault, Bénédicte Tauran, Stephan Mc Leod, Thomas Dolié, Marc Labonnette. Le Monde salue l'initiative avec un article de Renaud Machart, intitulé« Sémélé, de Marin Marais, ressuscitée à Beaune ». Une reprise dans la même configuration, a lieu tout d'abord le 12 juillet à l'Opéra-Comédie de Montpellier, dans le cadre du Festival de Radio France et Montpellier puis au Théâtre des Champs-Elysées, le 23 octobre 2006.
Les 30 janvier, 1er et 3 février 2007, c'est à l'Opéra de Montpellier, que Hervé Niquet dirige le Concert Spirituel pour trois représentations, cette fois dans une mise en scène de Olivier Simonet et Louise Narboni 
Ce dernier enregistre une version de la même tragédie lyrique  pour le label Glossa,.
L'opéra Semele de John Eccles de 1707 à pour base le même mythe des Métamorphoses d'Ovide et est mis en musique sur un livret de William Congreve . Ce livret servit plus tard de base à l'oratorio Semele de Georg Friedrich Haendel (1744).
Sur un livret de la Motte, l'œuvre de Marais présente des différences narratives importantes par rapport aux opéras utilisant le livret de Congreve. Semele de Haendel est aujourd'hui un opéra standard bien connu du répertoire.

## Synopsis et musique

### Prologue:Les Bacchanales
Les Égipan et les Ménades, menés par un prêtre et une prêtresse de Bacchus, participent à une bacchanale. Tous boivent de grandes quantités de vin, cadeau de Bacchus, jusqu'à ce qu'ils perdent l'esprit. L'Amour (Cupidon) est invité à participer, mais il est sommé de laisser ses fléchettes derrière lui et de laisser le vin remplacer leurs effets amoureux. Lorsque le bruit de leurs réjouissances atteint son paroxysme, Apollon descend du ciel, apportant avec lui une musique apaisante et harmonieuse. Il est content des célébrations, car Bacchus est après tout son frère du même père, Jupiter. Pour consacrer leur fête et l'élévation de Bacchus au rang des dieux, Apollon demande aux Muses de raconter la naissance de Bacchus.

### Acte I
Le temple de Jupiter
Cadmus, le roi de Thèbes, a donné la main de sa fille Sémélé au prince Adraste, mais Sémélé est tombée amoureuse de Jupiter, qui l'a courtisée déguisé en Idas. Cadmus parle à Sémélé de son mariage imminent avec Adraste, puis va au Temple de Jupiter pour lui faire éloge. Sémélé confie à sa servante, Dorine, que, même si elle aime Idas (Jupiter), elle obéira à la volonté de son père. Adraste arrive et professe son amour pour Sémélé. Les festivités célèbrent les exploits militaires d'Adraste. Elles sont cependant interrompues par des signes de la colère des dieux. Adraste jure de contourner toute raison que les cieux pourraient avoir pour justifier leur colère. Sémélé réitère sa fidélité aux souhaits de son père.

### Acte II
Un bois, coupé de rochers
Dorine et son amant, Arbate (Mercure déguisé), réfléchissent à la situation difficile dans laquelle Sémélé se trouve et réitèrent leur amour l'un pour l'autre. Sémélé essaie d'éviter Idas (Jupiter déguisé) pour remplir son obligation de fiançailles avec Adraste. Jupiter lui révèle finalement son identité et organise une fête. Un chœur de faunes, de nymphes et de naïades chante et danse. Adraste arrive alors et interroge Sémélé sur la situation. Elle lui dit qu'elle est aimée d'un dieu. Adraste tente d'attaquer Jupiter, mais un nuage éloigne Jupiter et Sémélé, laissant Adraste derrière lui jurant de se venger.

### Acte III
Dans les jardins de Cadmus
Adraste proclame sa détermination à soulever tous les autres dieux contre Jupiter. Il appelle Junon, la femme de Jupiter, à se joindre à lui afin de venger l'infidélité de Jupiter. Junon renvoie Adraste afin qu'elle puisse préparer sa vengeance. Elle se déguise alors en Béroé, la nourrice de Sémélé, pour mettre en scène sa haine jalouse envers Sémélé, accentuée encore lorsqu'elle voit la beauté de Sémélé. En semant le doute dans l'esprit de Sémélé, Junon (en tant que Béroé) suggère que Sémélé aurait pu être trompée, faussement courtisée par un imposteur. Sémélé supplie Béroé de l'aider à révéler la vérité. Junon jette alors un sort et invoque les Furies et les Démons de l'Enfer pour effrayer Sémélé, qui décide de demander à Jupiter de lui prouver son identité.

### Acte IV
Dans une grotte puis un hameau
Mercure révèle sa véritable identité à Dorine, qui ne l'a aimé que sous son déguisement d'Arbate. Dorine craint que Mercure ne soit aussi infidèle envers elle que Jupiter envers Sémélé. Mercure promet sa constance et ensemble ils chantent des vœux renouvelés. L'approche de Jupiter rappelle à Mercure qu'il a été envoyé dans la grotte pour préparer un cadre pastoral dont Jupiter et Sémélé pourront profiter. Les bergers et bergères chantent et dansent pour le couple. Jupiter tente de persuader Sémélé d'oublier sa grandeur et de rêver de sa tendresse, mais elle ne parvient pas à apaiser ses doutes et exige qu'il apparaisse dans toute sa splendeur. Jupiter résiste, sachant que s'il voulait se montrer sous sa véritable forme divine, Sémélé périrait.

### Acte V
Le palais de Cadmus
Cadmus et son peuple se préparent à l'arrivée de Jupiter. Adraste accepte son destin imminent comme le résultat à la fois de son amour pour Sémélé et de sa quête ambitieuse de gloire en tant qu'amant de Jupiter. Cadmus, Sémélé et le peuple adressent leurs supplications à Jupiter mais sont interrompus par un tremblement de terre, du tonnerre et des éclairs. Tous fuient tandis qu'une pluie de feu engloutit Sémélé et Adraste. Adraste est tué et Sémélé se soumet à sa fin ardente. Jupiter rappelle Sémélé à la vie et l'élève à une place dans les cieux.

## Rôles, tessitures et créateurs de rôles
| Rôle                            | Type de voix               | Première diffusion, 9 avril 1709 |
| ------------------------------- | -------------------------- | -------------------------------- |
| Apollon                         | ténor ( haute-contre )     | Beaufort                         |
| Sémélé                          | soprano (dessus)           | Françoise Journet                |
| Dorine                          | soprano (dessus)           | Marie-Catherine Poussin          |
| La grande prêtresse de Bacchus  | soprano (dessus)           | Melle Dun                        |
| Junon                           | mezzo-soprano (bas-dessus) | Françoise Dujardin               |
| Adraste                         | ténor (haute-contre)       | Jacques Cochereau                |
| Jupiter                         | baryton (basse-taille)     | Gabriel-Vincent Thévenard        |
| Mercure                         | baryton ((basse-taille)    | Jean Dun "père"                  |
| Cadmus, grand prêtre de Bacchus | baryton (basse-taille)     | Charles Hardouin                 |
| Première bergère                | soprano (dessus)           | Melle Aubert                     |
| Deuxième bergère                | soprano (dessus)           | Melle Daulin                     |
| Troisième bergère               | soprano (dessus)           | Melle Boisé                      |

Chœurs avec trente-et-un chanteurs, ballets avec trente-deux danseurs, dont Claude Balon, Michel Blondy, Dangeville l’aîné, Françoise Prévost, David et François Dumoulin

## Enregistrements
- Sémélé (Tragédie Lyrique, Paris, 1709) - Le concert Spirituel sous la direction de Hervé Niquet - avec Sémélé: Shannon Mercer, Dorine: Bénédicte Tauran, La Grande Prêtresse de Bacchus: Jaël Azzaretti, Junon: Hjördis Thébault, Adraste: Anders J. Dahlin, Jupiter: Thomas Dolié, Mercure: Lisandro Abadie, Cadmus: Marc Labonnette -  CD et Livret chez Glossa - 2007[8]
- Un enregistrement de la musique instrumentale de l'opéra, interprétée par Wieland Kuijken et Montréal Baroque, est paru fin 2006.